# تبدیل زد
‫تبدیل زِد (به انگلیسی: Z-transform) در ریاضیات و پردازش سیگنال، یک سیگنال زمان-گسسته (که یک دنباله از اعداد حقیقی یا مختلط است) را به یک نمایش حوزه فرکانس مختلط تبدیل می‌کند.
این تبدیل را می‌توان معادل زمان-گسسته تبدیل لاپلاس در نظر گرفت. از این شباهت در نظریه حسابان زمان-مقیاس بهره‌برداری می‌شود.
تبدیل زد تبدیلی از سیگنال گسسته در حوزه زمان به فضای فرکانسی مختلط است. این تبدیل کاربرد گسترده‌ای در پردازش سیگنال‌های گسسته-زمان و دیجیتال دارد. این تبدیل را می‌توان تعمیمی از تبدیل فوریهٔ گسسته‌زمان در نظر گرفت که فضای تبدیل تمام صفحهٔ مختلط است.

## تاریخچه
ایده اصولی تبدیل زد، به دوران پی یر سیمون لاپلاس بر می‌گردد و در سال ۱۹۴۷ توسط ریاضیدان لهستانی Witold Hurewicz برای محاسبه معادلات دیفرانسیل خطی با ضرایب ثابت مورد استفاده قرار گرفت.
در ابتدا تبدیل زد به عنوان تبدیل لاپلاس  توابع نمونه ای معمول شد. در سال ۱۹۵۲ مفهوم مرسوم و امروزی تبدیل زد به وسیلهٔ John R. Ragzzni و لطفی زاده به هنگام کار با سیگنال‌های زمانی گسسته در چارچوب مهندسی کنترل در دانشگاه کلمبیا آمریکا انجام شد. 
تبدیل زد پیشرفته بوسیله Eliahu Ibraham Jury در سال ۱۹۵۸ معرفی شد.

## تعریف
تبدیل زد دو طرفه به صورت زیر تعریف می‌شود:
{\displaystyle X(z)={\mathcal {Z}}\{x[n]\}=\sum _{n=-\infty }^{\infty }x[n]z^{-n}\ }
که n عددی صحیح است و z عددی مختلط می‌باشد.

### همگرایی
شرط وجود تبدیل زد یک سیگنال، همگرایی مطلق سیگنال است. به این منظور شرط زیر باید برآورده شود:
{\displaystyle \sum _{n=-\infty }^{+\infty }\mid x[n]z^{-n}\mid <\infty }
این شرط، ناحیه‌ای از صفحهٔ مختلط را در آن مقادیر از z تبدیل وجود دارد را مشخص می‌کند. برای سیگنال‌های دست راستی، ناحیه همگرایی از یک دایره در صفحهٔ مختلط به بیرون است و برای سیگنال‌های دست چپی از دایره‌ای رو به داخل صفحه است. برای سیگنال‌هایی که ترکیبی از این دو نوع سیگنال محسوب می‌شوند، ناحیهٔ همگرایی (در صورت وجود) اشتراک ناحیه‌هایی همگرایی سیگنال‌های سازنده است.

### رابطه با تبدیل فوریه
درصورتی که تبدیل زد یک سیگنال وجود داشته باشد و ناحیهٔ همگرایی آن دایرهٔ واحد ({\displaystyle \vert z\vert =1}) را در بر بگیرد، تبدیل فوریهٔ آن نیز وجود خواهد داشت و رابطهٔ آن با تبدیل زد از تبدیل {\displaystyle z\rightarrow e^{i\omega }} به دست می‌آید.
البته باید توجه داشت که این شرط تنها تبدیل فوریه را با فرض همگرایی مطلق، مشخص می‌کند و در صورت عدم برقرای این شرط نیز، امکان وجود تبدیل فورت با انواع دیگر همگرایی، وجود دارد.

### تبدیل زد یک طرفه
تبدیل زد یک طرفه به صورت زیر تعریف می‌شود:
{\displaystyle X(z)={\mathcal {Z}}\{x[n]\}=\sum _{n=0}^{\infty }x[n]z^{-n}\ }
که n عددی طبیعی و z در حالت کلی مختلط است. در پردازش سیگنال هنگامی از تبدیل زد یک طرفه استفاده می‌شود که سیستم علّی باشد.